# Kurt Biedenkopf
Kurt Hans Biedenkopf (28. ledna 1930 Ludwigshafen – 12. srpna 2021 Drážďany) byl německý politik, v letech 1990–2002 předseda vlády Svobodného státu Sasko. Byl členem CDU a Atlantik-Brücke.

## Vzdělání
Vystudoval nejprve politické vědy na Georgetown University ve Washingtonu D.C., později ekonomii a právo na Mnichovské univerzitě.

## Funkce ve straně
- 1973–1977 Generální tajemník CDU
- 1977–1986 Předseda krajské organizace CDU Westfalen-Lippe
- 1986–1987 Předseda krajské organizace CDU Severní Porýní-Vestfálsko
- 1991–1995 Předseda krajské organizace CDU Sasko

## Veřejné funkce
- 1976–1980 Člen německého parlamentu
- 1980–1988 Člen parlamentu spolkové země Severní Porýní-Vestfálsko
- 1990–2004 Člen parlamentu spolkové země Sasko
- 1990–2002 Premiér Saska

## Dílo
- Die Neue Soziale Frage und die Soziale Marktwirtschaft (česky Nové sociální otázky a sociální tržní ekonomika), vyšlo v: Politik und Kultur, sešit 3/1976, Colloquium Verlag Berlin, stran 10 ff., ISSN 0340-5869
- Global Competition After the Cold War: A Reassessment of Trilateralism (česky Globální soutěž po studené válce: přehodnocení třístrannosti), společně s Josephem Nyem a M. Shiina, New York: The Trilateral Commission, 1991, ISBN 0-930503-67-8
- Die Ausbeutung der Enkel. Plädoyer für die Rückkehr zur Vernunft (česky Vytěžení vnuka. Obhajovací řeč k návratu k rozumu), Propyläen 2006Kurt Biedenkopf na lipském knižním veletrhu v roce 2006

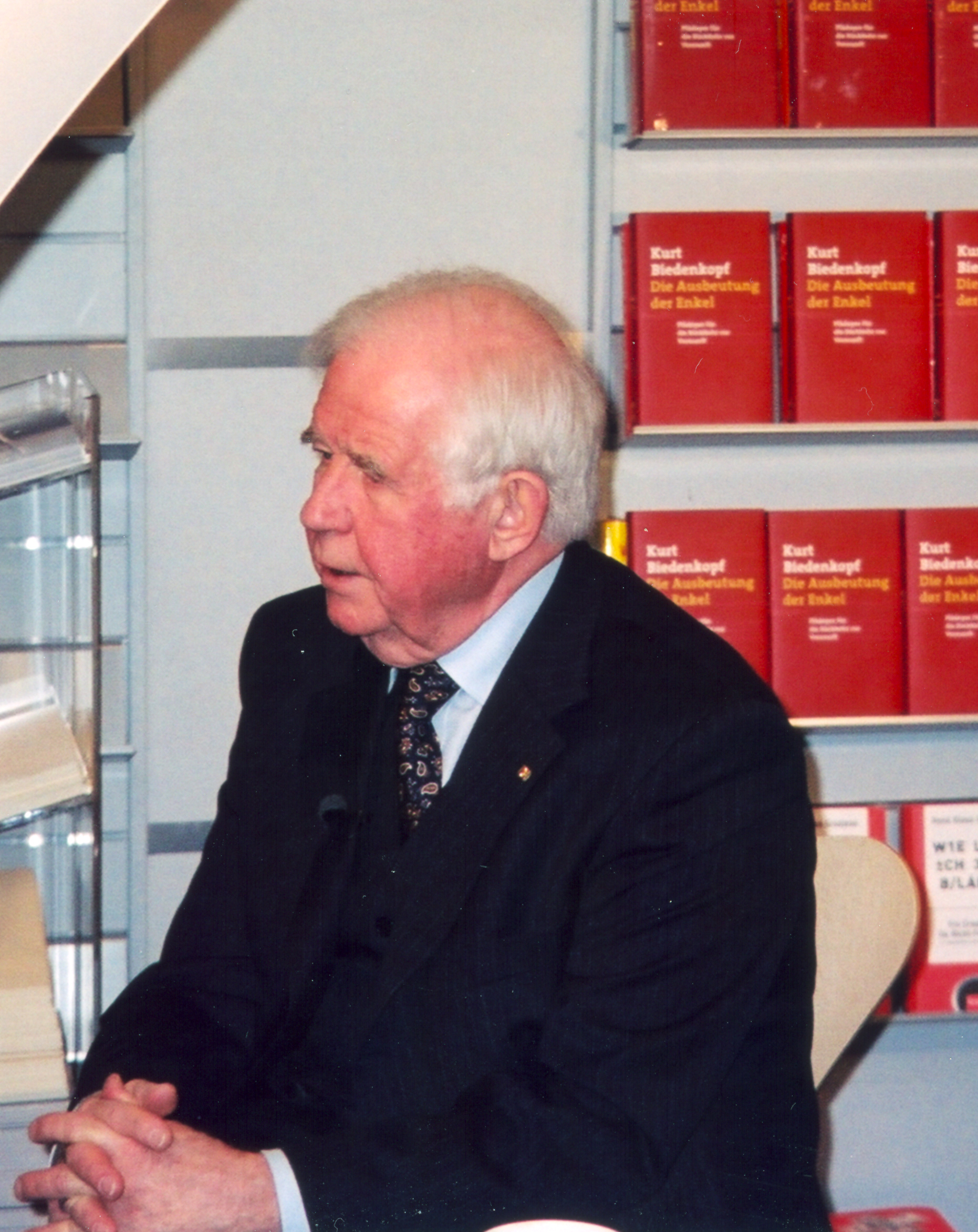
Kurt Biedenkopf na lipském knižním veletrhu v roce 2006

- Ein deutsches Tagebuch 1989- 1990 (česky Německý deník), Siedler Verlag 2000

## Vyznamenání
- 1973 – Krawattenmann des Jahres
- 1974 – Čestný doktorát Davidson College, Davidson, USA
- 1978 – Čestný doktorát Georgetown University, Washington, USA
- 1991 – Pfeifenraucher des Jahres
- 1993 – Čestný doktorát New School for Social Research, New York, USA
- 1994 – Čestný doktorát Katholischen Universität Brüssel, Belgien
- 2000 – Evropská cena za dílo
- 2003 – Brückepreis